# Gehren (Blankenburg)
Gehren ist eine Ortslage der Stadt Blankenburg (Harz), Landkreis Harz, Sachsen-Anhalt, Deutschland.

## Geografische Lage
Gehren liegt im Nordharz und ist 1,35 km östlich der Stadtmitte Blankenburg (Harz) entfernt. Der nächstgelegene Ortsteil ist Helsungen 1,65 km südöstlich von Gehren.

## Verkehr
Etwa 1 km entfernt befindet sich die Auffahrt Blankenburg-Ost zur Bundesautobahn 36. Die Bundesstraße 27, die südlich vom Gehren verläuft, endet bereits an der Auffahrt Blankenburg-Ost und führt in die andere Richtung zur Innenstadt von Blankenburg (Harz). Durch weitere Verkehrsanbindungen lassen sich Quedlinburg, Thale sowie die Stadtteile von Blankenburg (Harz) erreichen.
Es besteht eine Busverbindung  mit Wernigerode und Quedlinburg.